# Patito feo: La historia más linda
Patito Feo: La historia más linda es el álbum de banda sonora debut de la telenovela musical del mismo nombre. Fue lanzado el 17 de abril de 2007 por EMI Records. 
Publicado como banda sonora de la primera temporada de la serie, pertenece al género pop y pop latino con estilos principalmente de teen pop y pop rock. El álbum cuenta con una edición estándar para América Latina y ediciones especiales para Europa. En Italia, fue publicado en formato CD+DVD como Il Mondo Di Patty: La storia più bella, incluyendo videoclips oficiales. En Grecia, se publicó en formato CD+DVD como Patty: Η πιό όμορφη ιστορία, incluyendo los videoclips en karaoke. En Portugal, fue publicado en CD como O Mundo De Patty: A história mais bonita, y su posterior reedición (Edição Especial Deluxe), incluyendo las canciones de Patito Feo en el Teatro. 
Patito Feo se comercializó internacionalmente logrando alcanzar el primer puesto en las listas de ventas en países como Italia, España, Grecia, Portugal, México y Colombia, entre otros, obteniendo once discos de platino y dos discos de oro. Tras su éxito comercial, consiguió el galardón de “Mejor Álbum Infantil” y "Disco más vendido del año" en 2008 en los Premios Gardel.

## Antecedentes y lanzamiento
En febrero de 2007 comenzaron las grabaciones de la serie y su banda sonora. La presentación oficial tuvo lugar el 8 de abril en el Planetario Galileo Galilei, en la ciudad de Buenos Aires, interpretándose ante más de 24.000 personas las canciones que componen el álbum debut de la serie.
Patito Feo fue lanzado el 17 de abril de 2007 en Argentina y se comercializó internacionalmente logrando alcanzar el primer puesto en las listas de ventas en países como Italia, España, Grecia, Portugal, México y Colombia, entre otros, obteniendo once discos de platino y dos discos de oro. Tras su éxito comercial, Patito Feo: La historia más linda consiguió el galardón de “Mejor Álbum Infantil” y "Disco más vendido del año" en 2008 en los Premios Gardel.
Entre 2007 y 2011, se realizaron cuatro giras internacionales presentando la discografía de la serie. Laura Esquivel y Brenda Asnicar lograron presentarse ante más de dos millones de espectadores con: Patito Feo: La historia más linda en el Teatro, El Show más lindo, El Musical Más Bonito con Laura Esquivel y Antonella en Concierto con Brenda Asnicar.

## Contenido musical
El álbum inicia con «Un Rincón Del Corazón» interpretada por Laura Esquivel y es la canción utilizada en la apertura de la serie. Destaca porque representa el mensaje principal de Patito Feo (Línea de muestra: «Todo se puede lograr, aunque sea duro el camino» —«Nunca dejes de buscar, pues la magia siempre está, escondida en un rincón del corazón»—). El tema cuenta con seis versiones distintas, siendo traducido al portugués, francés, griego, hebreo, turco e italiano.
La segunda canción del álbum es «Fiesta» interpretada por Laura Esquivel. Es una de las canciones más famosas de la serie y destaca por ser la respuesta al tema de "Las Divinas" (Línea de muestra: «No queremos ser tan huecas como Las Divinas» —«No queremos ser muñecas sin corazón»—). La letra está caracterizada por reflejar los valores del personaje de Patito (Línea de muestra: «La vida es fiesta, escucha tu corazón» —«Poco cuesta, dar un poquito de amor»—).
La tercera canción del álbum es «Las Divinas» interpretada por Brenda Asnicar. Es la canción más exitosa de la banda sonora de la serie y a su vez la más polémica. La letra fue motivo de controversia debido a la posible influencia que podrían tener Antonella y "Las Divinas" en el público. (Línea de muestra: «Sea como sea, aquí no entran feas» —«Mira esa fea, aquella otra fea, aquí no pueden entrar»—). Al respecto, Mario Schajris, coautor de la canción, comentó en una entrevista a La Voz del Interior:

El que piensa que la canción es discriminatoria no entiende nada. Porque el programa intenta mostrar, precisamente, la debilidad que tiene esa discriminación. Las personas que discriminan son débiles e inseguras. Antonella tiene esos rasgos. Se debería pensar que el producto es discriminatorio si es la protagonista la que tiene ese comportamiento. No se puede sacar la canción del contexto del producto general.

## Lista de canciones

### Edición estándar
| Patito Feo: La Historia Más Linda (En España: Patito Feo: La Historia Más Bonita) |                                                        |                                     |          |  |
| N.º                                                                               | Título                                                 | Escritor(es)                        | Duración |  |
| 1.                                                                                | «Un Rincón del Corazón» (Laura Esquivel)               | C. Nilson, M. Schajris              | 2:54     |  |
| 2.                                                                                | «Fiesta» (Laura Esquivel)                              | C. Nilson, M. Schajris              | 3:27     |  |
| 3.                                                                                | «Las Divinas» (Brenda Asnicar)                         | C. Nilson, M. Schajris              | 1:49     |  |
| 4.                                                                                | «Tarde de Otoño» (Griselda Siciliani)                  | C. Nilson, M. Schajris, G. Gardelín | 3:49     |  |
| 5.                                                                                | «Y Ahora Qué» (Laura Esquivel)                         | C. Nilson, M. Schajris              | 4:23     |  |
| 6.                                                                                | «Quiero, Quiero» (Brenda Asnicar)                      | C. Nilson, M. Schajris, G. Gardelín | 2:45     |  |
| 7.                                                                                | «Nadie Más» (Ivan Nilson)                              | C. Nilson, M. Schajris              | 3:49     |  |
| 8.                                                                                | «Amigos del Corazón» (Laura Esquivel y Brenda Asnicar) | C. Nilson, M. Schajris, G. Gardelín | 2:23     |  |
| 9.                                                                                | «Algo Tuyo en Mí» (Laura Esquivel y Juan Darthés)      | C. Nilson, M. Schajris              | 4:18     |  |
| 10.                                                                               | «Sueño de Amor» (Laura Esquivel)                       | C. Nilson, M. Schajris              | 2:10     |  |
| 11.                                                                               | «Un Poco de Silencio» (Juan Darthés)                   | C. Nilson, M. Schajris              | 2:49     |  |
| 12.                                                                               | «Karaoke - Un Rincón del Corazón»                      | C. Nilson, M. Schajris              | 2:54     |  |
| 13.                                                                               | «Karaoke - Las Divinas»                                | C. Nilson, M. Schajris              | 1:49     |  |
| 35:04                                                                             |                                                        |                                     |          |  |

### Edición italiana
| Il Mondo di Patty: La Storia Più Bella |                                                                      |          |  |
| N.º                                    | Título                                                               | Duración |  |
| 1.                                     | «Un Angolo del Cuore (Un Rincón del Corazón)» (Ambra Lo Faro "Mafy") | 2:58     |  |
| 2.                                     | «Fiesta» (Laura Esquivel)                                            | 3:27     |  |
| 3.                                     | «Las Divinas» (Brenda Asnicar)                                       | 1:49     |  |
| 4.                                     | «Tarde de Otoño» (Griselda Siciliani)                                | 3:49     |  |
| 5.                                     | «Y Ahora Qué» (Laura Esquivel)                                       | 4:23     |  |
| 6.                                     | «Quiero, Quiero» (Brenda Asnicar)                                    | 2:45     |  |
| 7.                                     | «Nadie Más» (Ivan Nilson)                                            | 3:49     |  |
| 8.                                     | «Amigos del Corazón» (Laura Esquivel y Brenda Asnicar)               | 2:23     |  |
| 9.                                     | «Algo Tuyo en Mí» (Laura Esquivel y Juan Darthés)                    | 4:18     |  |
| 10.                                    | «Sueño de Amor» (Laura Esquivel)                                     | 2:10     |  |
| 11.                                    | «Un Poco de Silencio» (Juan Darthés)                                 | 2:49     |  |

### Edición griega
| Patty - Η Πιο Ομορφη Ιστορια |                                                        |          |  |
| N.º                          | Título                                                 | Duración |  |
| 1.                           | «Μες Την Καρδιά (Un Rincón Del Corazón)» (Avra Haraka) | 1:40     |  |
| 2.                           | «Un Rincón del Corazón» (Laura Esquivel)               | 2:54     |  |
| 3.                           | «Fiesta» (Laura Esquivel)                              | 3:27     |  |
| 4.                           | «Las Divinas» (Brenda Asnicar)                         | 1:49     |  |
| 5.                           | «Tarde de Otoño» (Griselda Siciliani)                  | 3:49     |  |
| 6.                           | «Y Ahora Qué» (Laura Esquivel)                         | 4:23     |  |
| 7.                           | «Quiero, Quiero» (Brenda Asnicar)                      | 2:45     |  |
| 8.                           | «Nadie Más» (Ivan Nilson)                              | 3:49     |  |
| 9.                           | «Amigos del Corazón» (Laura Esquivel y Brenda Asnicar) | 2:23     |  |
| 10.                          | «Algo Tuyo en Mí» (Laura Esquivel y Juan Darthés)      | 4:18     |  |
| 11.                          | «Sueño de Amor» (Laura Esquivel)                       | 2:10     |  |
| 12.                          | «Un Poco de Silencio» (Juan Darthés)                   | 2:49     |  |
| 13.                          | «Karaoke - Μες Την Καρδιά (Un Rincón Del Corazón)»     | 2:54     |  |
| 14.                          | «Karaoke - Un Rincón del Corazón»                      | 2:54     |  |
| 15.                          | «Karaoke - Las Divinas»                                | 1:49     |  |

### Edición portuguesa / Reedición deluxe portuguesa
| O Mundo de Patty: A História Mais Bonita |                                                                                               |          |  |
| N.º                                      | Título                                                                                        | Duración |  |
| 1.                                       | «Esperança Bem no Coração (Un Rincón del Corazón)» (Marta Mota)                               | 2:54     |  |
| 2.                                       | «Festa (Fiesta)» (Marta Mota)                                                                 | 3:27     |  |
| 3.                                       | «As Divinas (Las Divinas)» (Ana Sofia Santos)                                                 | 1:49     |  |
| 4.                                       | «Tarde de Outono (Tarde de Otoño)» (Vera Ferreira)                                            | 3:49     |  |
| 5.                                       | «Agora Que (Y Ahora Qué)» (Marta Mota)                                                        | 4:23     |  |
| 6.                                       | «Quero, Quero (Quiero, Quiero)» (Ana Sofia Santos)                                            | 2:45     |  |
| 7.                                       | «Ninguém Mais (Nadie Más)» (Carlos Martins)                                                   | 3:49     |  |
| 8.                                       | «Amigos do Coração (Amigos del Corazón)» (Marta Mota)                                         | 2:23     |  |
| 9.                                       | «Algo Teu em Mim (Algo Tuyo en Mi)» (Marta Mota & Carlos Martins)                             | 4:18     |  |
| 10.                                      | «Sonho de Amor (Sueño de Amor)» (Marta Mota)                                                  | 2:10     |  |
| 11.                                      | «Um Pouco de Silêncio (Un Poco de Silencio)» (Carlos Martins)                                 | 2:49     |  |
| 12.                                      | «Karaoke - Esperança Bem no Coração (Un Rincón del Corazón)» (Carlos Nilson & Mario Schajris) | 2:54     |  |
| 13.                                      | «Karaoke - As Divinas (Las Divinas)» (Carlos Nilson & Mario Schajris)                         | 1:49     |  |

| O Mundo de Patty: A História Mais Bonita (Edição Especial Deluxe) |                                                                                    |          |  |
| N.º                                                               | Título                                                                             | Duración |  |
| 1.                                                                | «Tango Chorão (Tango Llorón)» (Ana Sofia Santos)                                   | 2:24     |  |
| 2.                                                                | «Cantemos Mais Alto (Cantemos Más Fuerte)» (Cátia/Vera/Carlos/André/Ricardo/Jonas) | 2:12     |  |
| 3.                                                                | «Um Pouco Mais (Un Poco Más)» (Carlos/André/Ricardo/Jonas)                         | 2:37     |  |

## Bonus - DVD
Patito Feo: La historia más linda fue lanzado en formato CD + DVD en Italia y Grecia. En sus respectivas ediciones, el CD incluye las canciones originales y el DVD cuenta con los videos musicales oficiales en versión karaoke.
- Lista de canciones

| DVD Il Mondo Di Patty: La storia più bella |                                |          |  |
| N.º                                        | Título                         | Duración |  |
| 1.                                         | «Un Angolo Di Cuore (Karaoke)» | 1:47     |  |
| 2.                                         | «Quiero, Quiero (Karaoke)»     | 1:12     |  |
| 3.                                         | «Fiesta (Karaoke)»             | 1:13     |  |
| 4.                                         | «Las Divinas (Karaoke)»        | 1:48     |  |
| 5.                                         | «Amigos Del Corazón (Karaoke)» | 1:59     |  |
| 6.                                         | «Sueño De Amor (Karaoke)»      | 2:00     |  |
| 7.                                         | «Algo Tuyo En Mi (Karaoke)»    | 3:51     |  |

| DVD Patty: Η πιο όμορφη ιστορία |                                                    |          |  |
| N.º                             | Título                                             | Duración |  |
| 1.                              | «Μες Την Καρδιά / Un Rincón Del Corazón (Karaoke)» | 1:40     |  |
| 2.                              | «Un Rincón Del Corazón (Karaoke)»                  | 2:54     |  |
| 3.                              | «Fiesta (Karaoke)»                                 | 3:27     |  |
| 4.                              | «Las Divinas (Karaoke)»                            | 1:49     |  |
| 5.                              | «Tarde De Otoño (Karaoke)»                         | 3:49     |  |
| 6.                              | «Y Ahora Qué (Karaoke)»                            | 4:23     |  |
| 7.                              | «Quiero, Quiero (Karaoke)»                         | 2:45     |  |
| 8.                              | «Nadie Más (Karaoke)»                              | 3:49     |  |
| 9.                              | «Amigos Del Corazón (Karaoke)»                     | 2:23     |  |
| 10.                             | «Algo Tuyo En Mí (Karaoke)»                        | 4:18     |  |
| 11.                             | «Sueño De Amor (Karaoke)»                          | 2:10     |  |
| 12.                             | «Un Poco De Silencio (Karaoke)»                    | 2:49     |  |

## Posicionamiento en listas
| Listas (2007-2008)  | Mejor posición |
| ------------------- | -------------- |
| Argentina (CAPIF)   | 1              |
| México (AMPROFON)   | 1              |
| Colombia (ASINCOL)  | 1              |
| Italia (FIMI)       | 1              |
| España (Promusicae) | 1              |
| Grecia (IFPI)       | 1              |
| Portugal (AFP)      | 1              |
| Perú (UNIMPRO)      | 1              |

## Certificaciones
| País           | Organismo certificador | Certificación | Ventas certificadas |
| América Latina |                        |               |                     |
| Argentina      | CAPIF                  | 4x Platino    | 215 000             |
| Colombia       | ASINCOL                | Platino       | 30.000              |
| Ecuador        | IFPI                   | Oro           | 10.000              |
| Perú           | UNIMPRO                | Platino       | 10.000              |
| Venezuela      | AVINPRO                | 2x Platino    | 20.000              |
| México         | AMPROFON               | Oro           | 50.000              |
| Chile          | IFPI                   | Oro           | 7.500               |
| Europa         |                        |               |                     |
| España         | Promusicae             | 3x Platino    | 180 000             |
| Grecia         | IFPI                   | Platino       | 66 000              |
| Italia         | FIMI                   | Oro           | 40 000              |
| Portugal       | AFP                    | Oro           | 25 000              |

## Historial de lanzamientos
| País      | Fecha                   | Formato     | Discografía  |
| --------- | ----------------------- | ----------- | ------------ |
| Argentina | 9 de julio de 2007      | CD / Casete | EMI Records  |
| Colombia  | 15 de enero de 2008     | CD          | EMI Records  |
| Italia    | 10 de diciembre de 2008 | CD + DVD    | EDEL Records |
| Portugal  | 16 de noviembre de 2009 | CD          | EMI Records  |
| España    | 17 de noviembre de 2009 | CD          | EMI Records  |
| Grecia    | 19 de octubre de 2010   | CD + DVD    | EMI Records  |

## Premios
| Año  | Premiación     | Categoría                                  | Resultado |
| ---- | -------------- | ------------------------------------------ | --------- |
| 2008 | Premios Gardel | Mejor Álbum Infantil                       | Ganador   |
| 2008 | Premios Gardel | CD más vendido del año                     | Ganador   |
| 2008 | Premios Gardel | Trueton más bajado del año («Las Divinas») | Ganador   |